# Ivan Cattaneo (album)
Ivan Cattaneo è un album raccolta di Ivan Cattaneo pubblicato nel 2011 dall'etichetta Azzurra Music.

## Tracce
1. Una zebra a pois
2. Un ragazzo di strada
3. Il geghegè
4. Amore disperato
5. Rio de Janeiro
6. Figli delle stelle
7. Kobra
8. Tenax
9. Tropicana
10. Righeira medley: Vamos a la playa / No tiengo dinero / L'estate sta finendo
11. Ci stiamo sbagliando
12. I maschi
13. Tomorrow
14. Polisex